# Oligoclada heliophila
Oligoclada heliophila is een libellensoort uit de familie van de korenbouten (Libellulidae), onderorde echte libellen (Anisoptera).
De wetenschappelijke naam Oligoclada heliophila is voor het eerst geldig gepubliceerd in 1931 door Borror.